# Assi (fiumara)

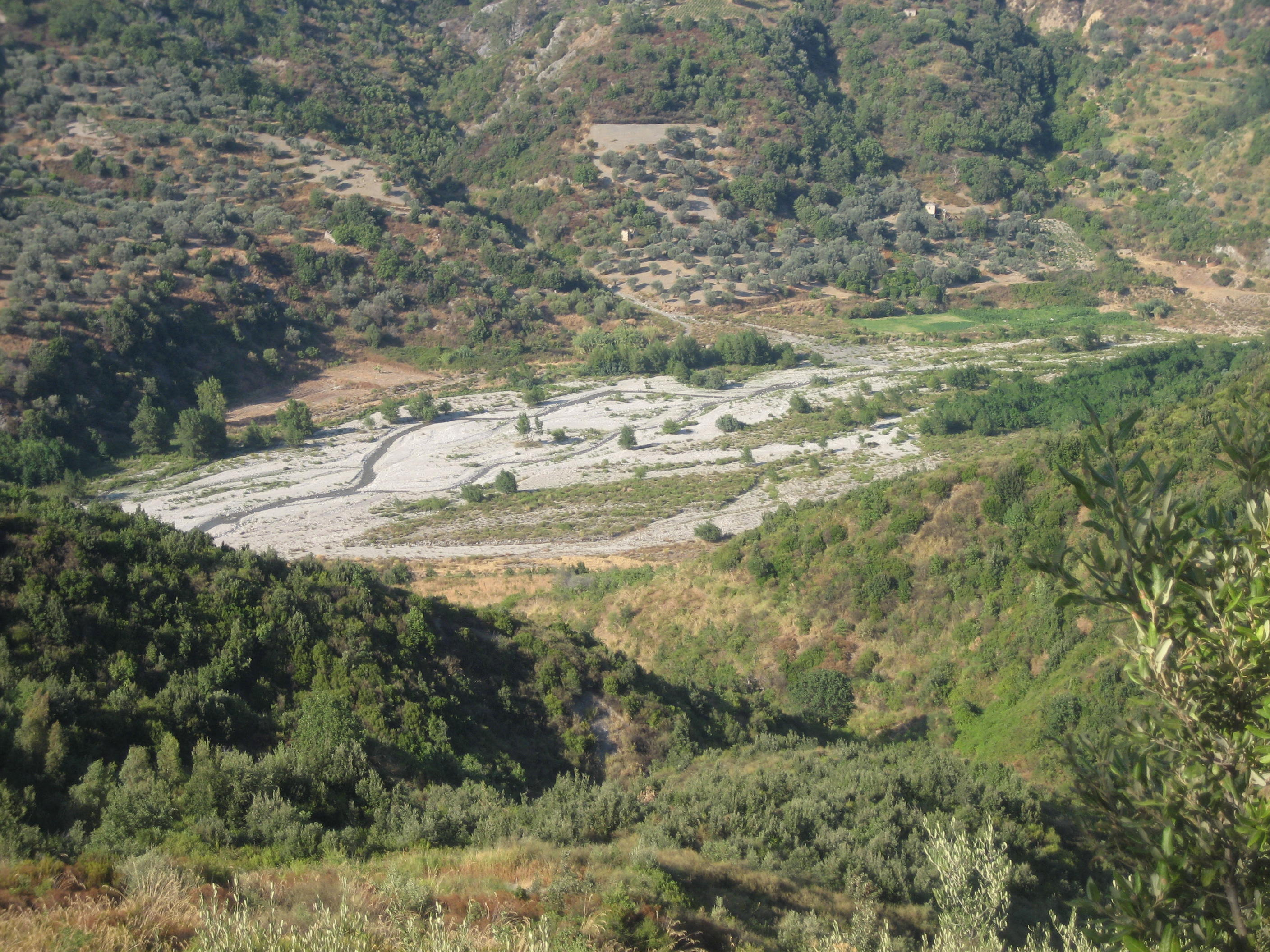
Fiumara d'assi vista dal Monastero di San Giovanni di Therestis (Bivongi)

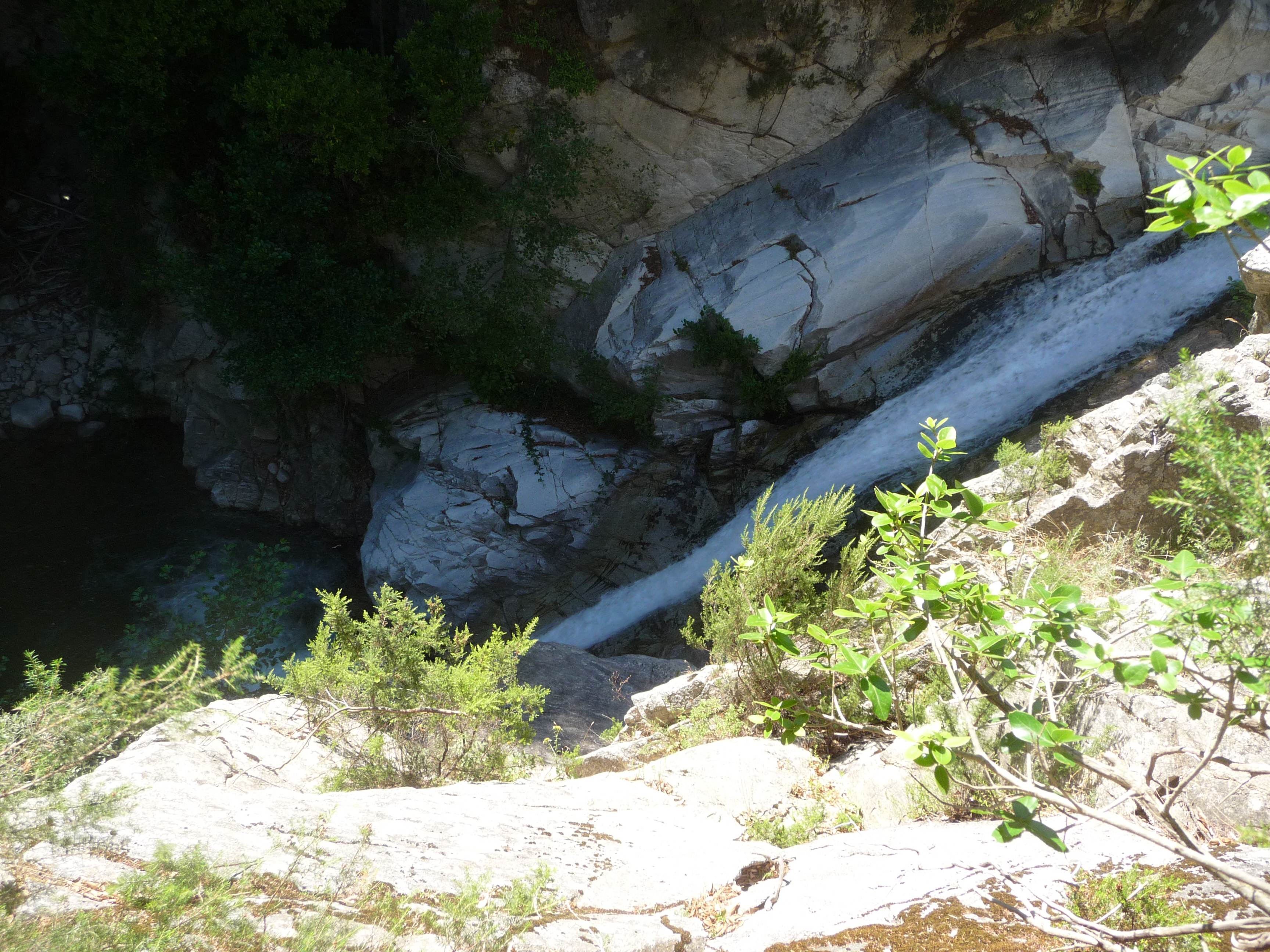
Cascata di Pietracupa dall'alto

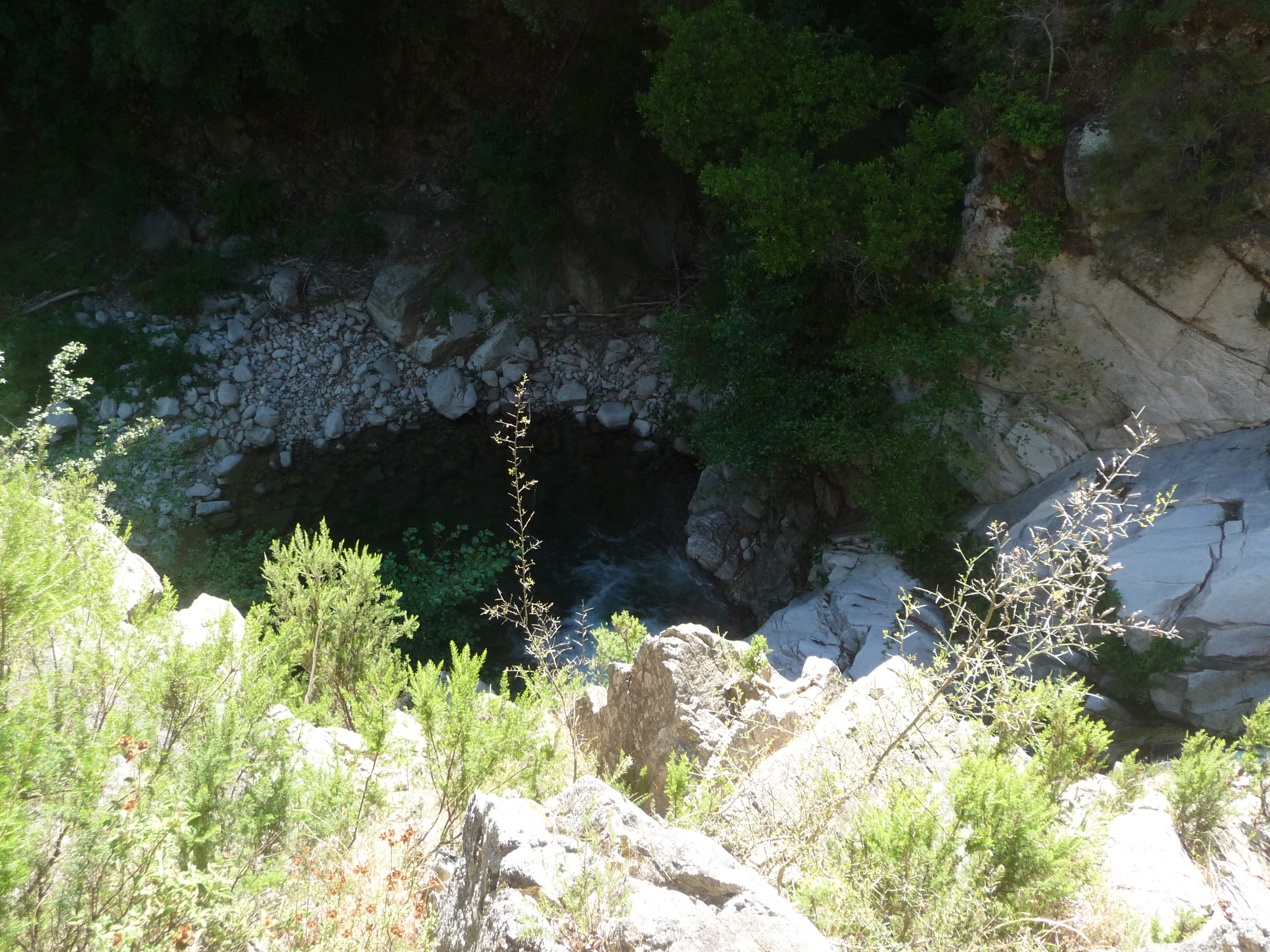
Laghetto

L'Assi è una fiumara calabrese che sfocia nel Mar Ionio, nel comune di Monasterace.
Fu chiamato in epoca antica Argentero e fino al 1500 anche il "fiume dell'argento", per la presenza di miniere del minerale omonimo.

## Etimologia
Il nome potrebbe derivare dal greco e significare Santo o dal latino e significare Asse della ruota.

## Storia
La città greca di Kaulon qui estraeva e commerciava minerali;  fonti letterarie attestano inoltre che alla sua foce vi si trovasse l'antico porto.
Nei pressi di Punta Stilo, alla destra della fiumara si trovava il vecchio insediamento della città di Stilo: Stilida.
Come in epoca antica, anche nel Medioevo e in età moderna il bacino dell'Assi fu testimone dell'intensa attività mineraria, tanto che un'area limitrofa si chiama Argentina e un'altra Ferrera poiché vi si raffinava il ferro, e vi si realizzarono i tubi per l'acquedotto della reggia di Caserta.
Nel 1959, sulla fiumara storta, affluente dell'Assi, viene installato un canale di gronda detta, in dialetto locale acquaru e Bulici, per aumentare l'energia elettrica fornita dalla centrale idroelettrica Marmarico sullo Stilaro. Il canale, convogliava l'acqua verso il Ruggero, affluente dello Stilaro, e relativa diga. Al tempo ci fu anche un progetto di costruire un'ulteriore diga lungo l'affluente Mula.

## Geografia
La valle bassa dell'Assi è caratterizzata da calanchi.
A monte ha come affluente il torrente Mulinelle.

## Attività sportive
La fiumara in primavera ed estate consente di fare attività di escursionismo, in particolare sono segnalati dei percorsi che da Contrada Zessi permettono di risalire la fiumara sino alla cascata di Pietracupa o di percorrere a ritroso l'affluente mulinelle. 
Un ulteriore sentiero escursionistico parte da località Santo Stefano che digradando porta nuovamente alla Cascata di Pietracupa.